# Jiratice
Obec Jiratice (jinak též Jurzetitz, Zdieratitz, Irratitz, Iratitz, Iratice) se nachází v okrese Třebíč v kraji Vysočina, asi 4 km jihovýchodně od Jemnice. Žije zde 79 obyvatel.
Sousedními obcemi sídla jsou Radotice, Kostníky, Jemnice a Police.

## Geografie
Jiraticemi ze severozápadu na jihovýchod prochází silnice z Jemnice do Police, z jižního okraje zastavěného území obce pak vede silnice do Radotic.  
Většina území obce je zemědělsky využívána, zalesněna je jen malá část území u kopce Horní kříž, lesy jsou však hned za východní hranicí území obce. Na jižním okraji zastavěného území obce se nachází JZD.
Na severním okraji zastavěného území obce pramení Jiratický potok, který následně teče jižně kolem Police, kde se vlévá do Želetavky. Na západním okraji území obce pramení nepojmenovaný potok odvádějící vodu do Želetavky. Na severním okraji území obce pramení další nepojmenovaný potok, který z oblasti odvádí vodu do Želetavky.
Většina území obce se nachází na rovině, směrem na západ se však mírně svažuje, protože území obce leží nad údolím Želetavky. Na severozápadním okraji území obce se nachází kopec Horní Kříž (506 m), těsně za východní hranicí obce se nachází kopec Doubrava (516 m). 
Zastavěné území obce se nachází na jižním okraji území obce, jižně od zastavěného území obce se pak nachází oddělený areál JZD.

## Historie
První písemná zmínka o obci pochází z roku 1361, do té doby měly být součástí majetku pustiměřského kláštera. V roce 1498 měla vesnice spadat do bítovského panství a roku 1619 patřila ke kdousovskému statku a tak pod kapitulu v Kroměříži. Během třicetileté války nebyla vesnice téměř poškozena. V roce 1526 existoval v Jiraticích farský dvůr, ten v obci fungoval více než 100 let. Kdousov byl rozdělen mezi bítovské a polické panství, posléze spadal již jen pod polické panství. Adam z Bačkovic předal majetek dceři Anně, která vlastnila i Polici s tvrzí a tento majetek prodala v roce 1528 Janovi z Tavíkovic. Od té doby byly Kdousov a Jiratice spojeny s polickým panstvím. Roku 1528 získali vesnici s tvrzí a Polici s tvrzí Anna z Bačkovic a Kuna z Kunštátu Janovi z Tavíkovic, tím se stala vesnice součástí polického panství.
V roce 1564 pak získala polické panství Eva Tavíkovská, která se v roce 1576 spolčila s manželem a ta pak za dobrozdání Rudolfa II. získala celý majetek svého manžela a v roce 1590 darovala polické panství druhému manželovi Jiřímu Kryštofovi Teuflovi z Gundersdorfu. V roce 1600 pak získala panství v Polici Voršila Lorantka z Inky, v roce 1679 pak získali polické panství Berchtoldové.
Od roku 1960 pak patří Jiratice do okresu Třebíč, v ten samý rok byly správně začleněny pod národní výbor v Polici. Roku 1933 byla vesnice elektrifikována a po druhé světové válce v roce 1956 v obci vzniklo JZD Jiratice, to se roku 1961 sloučilo s JZD v Polici a bylo začleněno pod JZD Doubrava.
Do roku 1849 patřily Jiratice do kdousovského panství, od roku 1850 patřily do okresu Dačice, pak od roku 1896 do okresu Moravské Budějovice a od roku 1960 do okresu Třebíč. Mezi lety 1960 a 1990 patřily Jiratice pod Polici, následně se obec osamostatnila.

### Ocenění
Obec Jiratice obdržela ocenění v soutěži Vesnice Vysočiny: v roce 2007 diplom za rozvíjení lidových tradic, v roce 2008 ocenění za společenský život, v roce 2010 ocenění Cena naděje pro živý venkov a v roce 2011 ocenění za spolupráci obce a zemědělského subjektu.
| Rok            | 1869 | 1880 | 1890 | 1900 | 1910 | 1921 | 1930 | 1950 | 1961 | 1970 | 1980 | 1991 | 2001 | 2011 | 2021 |
| -------------- | ---- | ---- | ---- | ---- | ---- | ---- | ---- | ---- | ---- | ---- | ---- | ---- | ---- | ---- | ---- |
| Počet obyvatel | 111  | 108  | 120  | 123  | 121  | 115  | 135  | 101  | 101  | 101  | 100  | 99   | 86   | 86   | 71   |
| Počet domů     | 21   | 21   | 23   | 23   | 24   | 24   | 25   | 25   | 22   | 20   | 23   | 23   | 24   | 24   | 26   |

## Politika

### Volby do Poslanecké sněmovny
|       | 2006              | 2010              | 2013              | 2017              | 2021                 |
| ----- | ----------------- | ----------------- | ----------------- | ----------------- | -------------------- |
| 1.    | KDU-ČSL (45,61 %) | KDU-ČSL (39,21 %) | KDU-ČSL (41,66 %) | KDU-ČSL (34,04 %) | SPOLU (52,38 %)      |
| 2.    | ČSSD (26,31 %)    | ČSSD (19,6 %)     | ČSSD (12,5 %)     | ANO (23,4 %)      | ANO (28,57 %)        |
| 3.    | KSČM (15,78 %)    | TOP 09 (13,72 %)  | KSČM (12,5 %)     | ČSSD (12,76 %)    | Piráti+STAN (9,52 %) |
| účast | 89,06 % (57 z 64) | 85,00 % (51 z 60) | 77,42 % (48 z 62) | 83,93 % (47 z 56) | 70,49 % (43 z 61)    |

### Volby do krajského zastupitelstva
|      | 1.                | 2.                 | 3.                       | účast             |
| ---- | ----------------- | ------------------ | ------------------------ | ----------------- |
| 2000 | 4KOALICE (91,3 %) | ČSNS-NEZ (4,34 %)  | ODS (2,17 %)             | 75,76 % (50 z 66) |
| 2004 | KDU-ČSL (79,16 %) | KSČM (12,5 %)      | ČSSD (4,16 %)            | 75 % (48 z 64)    |
| 2008 | KDU-ČSL (55,31 %) | ČSSD (27,65 %)     | KSČM (10,63 %)           | 74,6 % (47 z 63)  |
| 2012 | KDU-ČSL (40,47 %) | KSČM (19,04 %)     | STO (19,04 %)            | 73,77 % (45 z 61) |
| 2016 | KDU-ČSL (48,78 %) | ANO 2011 (12,19 %) | ČSSD (9,75 %)            | 67,21 % (41 z 61) |
| 2020 | KDU-ČSL (40,47 %) | ODS+STO (19,04 %)  | Piráti (14,28 %)         | 71,19 % (42 z 59) |
| 2024 | KDU-ČSL (40 %)    | ANO (36,66 %)      | ODS+TOP 09+STO (13,33 %) | 53,45 % (31 z 58) |

### Prezidentské volby
V prvním kole prezidentských voleb v roce 2013 první místo obsadil Zuzana Roithová (14 hlasů), druhé místo obsadil Jiří Dienstbier (11 hlasů) a třetí místo obsadil Jan Fischer (9 hlasů). Volební účast byla 88,52 %, tj. 54 ze 61 oprávněných voličů. V druhém kole prezidentských voleb v roce 2013 první místo obsadil Miloš Zeman (31 hlasů) a druhé místo obsadil Karel Schwarzenberg (18 hlasů). Volební účast byla 79,03 %, tj. 49 ze 62 oprávněných voličů.
V prvním kole prezidentských voleb v roce 2018 první místo obsadil Jiří Drahoš (18 hlasů), druhé místo obsadil Miloš Zeman (13 hlasů) a třetí místo obsadil Pavel Fischer (9 hlasů). Volební účast byla 87,27 %, tj. 48 ze 55 oprávněných voličů. V druhém kole prezidentských voleb v roce 2018 první místo obsadil Jiří Drahoš (27 hlasů) a druhé místo obsadil Miloš Zeman (21 hlasů). Volební účast byla 88,89 %, tj. 48 ze 54 oprávněných voličů.
V prvním kole prezidentských voleb v roce 2023 první místo obsadil Pavel Fischer (15 hlasů), druhé místo obsadil Andrej Babiš (13 hlasů) a třetí místo obsadil Petr Pavel (11 hlasů). Volební účast byla 77,59 %, tj. 45 ze 58 oprávněných voličů. V druhém kole prezidentských voleb v roce 2023 první místo obsadil Petr Pavel (26 hlasů) a druhé místo obsadil Andrej Babiš (15 hlasů). Volební účast byla 71,67 %, tj. 43 ze 60 oprávněných voličů.

## Pamětihodnosti
- Kaple svatého Floriána, postavena roku 1865

## Galerie

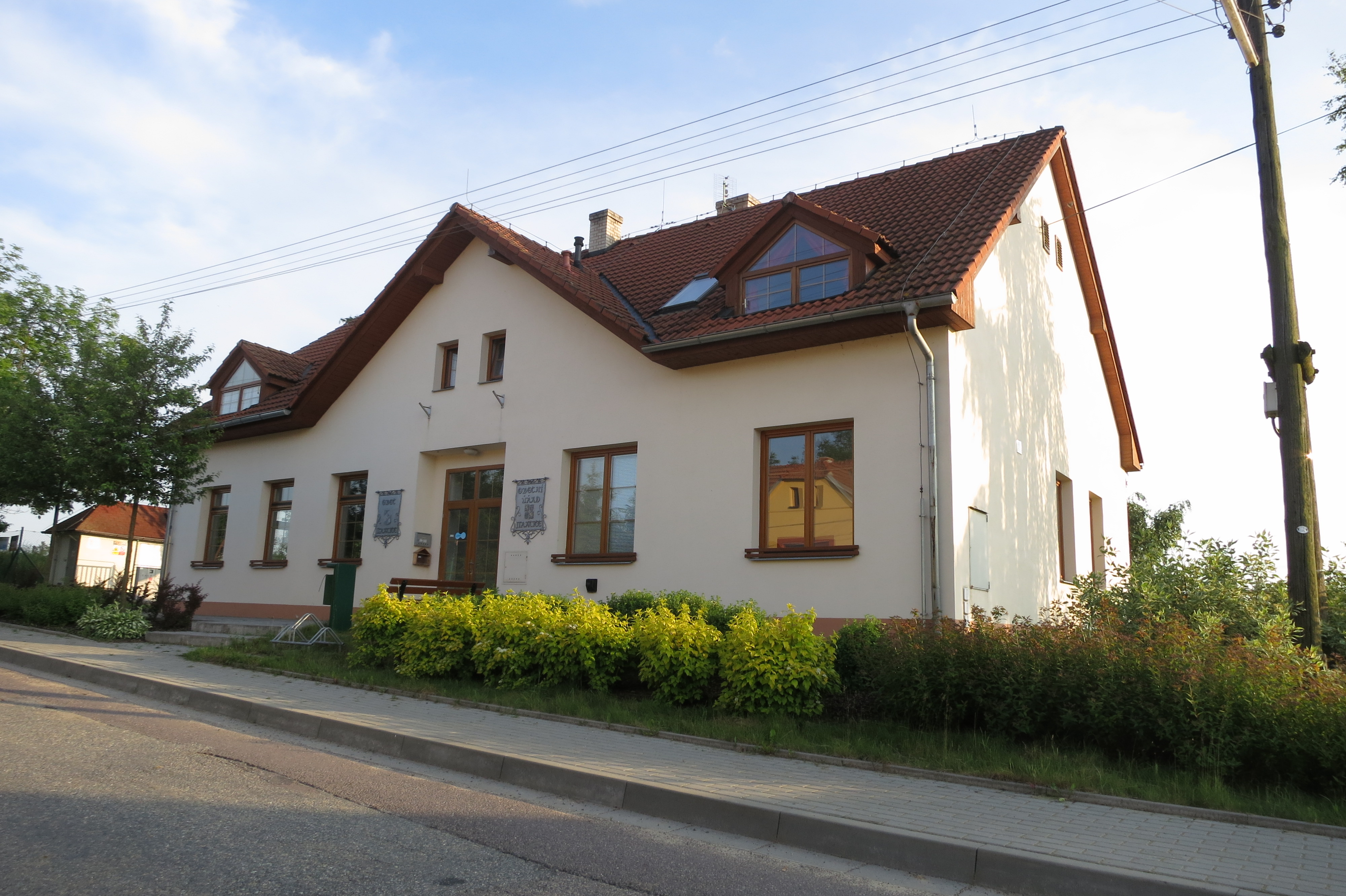
Obecní úřad